# Gilbert Stork
Gilbert Stork (Bruxelles, 31 dicembre 1921 – 21 ottobre 2017) è stato un chimico belga naturalizzato statunitense.
È stato professore emerito di chimica alla Columbia University. La sintesi delle enammine di Stork è così chiamata in suo onore.
Si laureò all'Università della Florida nel 1942 e prese il Ph.D all'Università del Wisconsin-Madison nel 1945 con Samuel Marion McElvain.
Nel 1946 entrò come istruttore alla Harvard University dove nel 1948 divenne assistente professore. Nel 1953 entrò come professore associato alla Columbia University dove diventò professore nel 1955, Eugene Higgins Professor nel 1967 e professore emerito nel 1993.
Ricevette numerosi premi e riconoscimenti tra cui il premio Wolf nel 1995.